# Зелениково (община)
Вижте пояснителната страница за други значения на Зелениково.
Зелениково (на македонска литературна норма: Општина Зелениково) е община, разположена в северната част на Северна Македония със седалище едноименното село Зелениково.
Общината обхваща 14 села в Повардарието на юг от Скопие и източната част на областта Торбешия между планините Водно и Китка на площ от 176,95 km2. Населението на общината е 4077 (2002), предимно македонци, с гъстота от 23,04 жители на km2.

## Структура на населението
Според преброяването от 2002 година община Зелениково има 4077 жители.
| Етническа принадлежност | Процент |
| северномакедонци        | 61,86%  |
| албанци                 | 29,58%  |
| турци                   | 0,02%   |
| роми                    | 2,26%   |
| власи                   | 0,02%   |
| сърби                   | 1,10%   |
| бошняци                 | 4,69%   |
| други                   | 0,47%   |